# Lizel Moore
Pour les articles homonymes, voir Moore.
Lizel Moore, née le 29 juin 1970 à Bloemfontein, est une triathlète sud-africaine.

## Carrière
Lizel Moore est vice-championne d'Afrique en 1998 avant de remporter le titre continental en 1999 et en 2000. Sur le plan mondial, elle est 58e des championnats du monde de triathlon 1998 et 44e des championnats du monde de triathlon 2000. Vivant en Brisbane en Australie, elle termine 30e des Jeux olympiques d'été de 2000 à Sydney.

## Palmarès
Le tableau présente les résultats les plus significatifs (podium) obtenus sur le circuit international de triathlon depuis 1998.
| Année | Compétition                          | Pays           | Position      | Temps           |
| ----- | ------------------------------------ | -------------- | ------------- | --------------- |
| 1999  | Championnats d'Afrique               | Zimbabwe       | Médaille d'or | 2 h 18 min 48 s |
| 1999  | Coupe d'Afrique - l'étape de Mykonos | Afrique du Sud | Médaille d'or | 2 h 13 min 5 s  |
| 1998  | Championnats d'Afrique               | Namibie        | Médaille d'or | 2 h 10 min 34 s |